# 本家正隆
本家 正隆（ほんけ まさたか、1945年（昭和20年） - ）は、広島県出身の銀行家。日本銀行発券局長等を務めた。

## 経歴
1945年（昭和20年）広島市西区に生まれる。修道中学校・高等学校を経て、1968年慶應義塾大学経済学部卒業、同年日本銀行入行。同行大阪支店副支店長、大阪支店長、考査課長、考査局次長を歴任し、1996年発券局長となる。1998年山根短資株式会社（現：セントラル短資株式会社）社長、2007年セントラル短資株式会社会長、2013年金融広報中央委員会会長に就任。